# Севастополь (фильм)
«Севастополь» — советский фильм, историческая драма на сюжете событий между двумя революциями в России на Черноморском флоте, снятый в 1970 году на Одесской киностудии режиссёром Валерием Исаковым по мотивам одноимённой повести Александра Малышкина.

## Сюжет
Повесть Александра Малышкина в основных линиях является автобиографической.
Завязка происходит в Кронштадте в военном училище в преддверии Февральской революции во время стихийных выступлений в Петрограде.
Основные события разворачиваются в 1917 году в Севастополе. На вымышленный корабль, минный заградитель Черноморского флота «Кача», прибывает Сергей Шелехов, в прошлом студент университета, только что окончивший ускоренный военный курс и произведённый в офицеры. Несмотря на демократическое брожение в начале года на флоте преобладают «оборонцы», чья линия персонализирована в фигуре командующего Черноморского флота адмирала А. В. Колчака. После встречи с большевиком Зинченко политические взгляды Сергея постепенно левеют, теперь он примыкает к большевикам.
В повести и в фильме отражены реальные события, когда 12 (25) ноября из Севастополя в Ростов вышла флотилия в составе эскадренного миноносца «Капитан Сакен», двух тральщиков, нескольких мелких судов и десантного отряда моряков. Флотилией командовала избранная I Общечерноморским съездом «комиссия пяти» во главе с матросом-большевиком В. Е. Драчуком. 24 ноября (7 декабря) она, совершив заходы в порты Бердянск, Мариуполь и Таганрог, прибыла в Ростов, где черноморцы приняли участие в боях с казаками и добровольцами.
Неудача отряда в фильме показана как более масштабное поражение неподготовленного десанта. Показана встреча 23 декабря 1917 тел погибших в бою с ударниками моряков, события красного террора в Севастополе следующих дней 28 декабря — 2 января 1918 года с массовыми убийствами офицеров не показаны.
Далее (исторически 11 (24) января 1918 года) моряки «Качи» слышат объявление о наступлении на Севастополь вооружённых сил Крымской народной республики т. н. «эскадронцев», которыми командует военный директор Дж. Сейдамет. Они подошли к Камышловскому мосту.
Закадровый голос на фоне общих планов наступления крупных сил Севастопольского совета рассказывает о быстром крахе Крымской народной республики и установлении советской власти в Крыму (ССР Тавриды) и дальнейшем разрастании Гражданской войны.

## В ролях
- Геннадий Корольков — Сергей Шелехов, прапорщик
- Евгения Уралова — Жека
- Владимир Дальский — Мангалов, капитан 2-го ранга, капитан минзага «Кача»
- Сергей Курилов — Илья Андреевич Лобович, капитан 2-го ранга
- Станислав Чекан — боцман
- Лев Дуров — Маркуша, зауряд-прапорщик
- Владимир Васильев — Фастовец, матрос
- Александр Горбатов — Свинчугов, стармех минзага «Кача»
- Владимир Мащенко — Винцент
- Георгий Георгиу — Блябликов
- Владимир Маренков — Зинченко, матрос-большевик
- Геннадий Зиновьев — Колчак, адмирал
- Алексей Глазырин — матрос, председатель Совета
- Виктор Мягкий — капитан 2-го ранга Головизин
- Сергей Карнович-Валуа — начальник юнкерского училища
- Георгий Штиль — портной
- Герман Колушкин — Лебякин
- Иван Матвеев — матрос
- Юрий Дубровин — матрос
- Пётр Вексляров — Кудря, боцман
- Александр Суснин — матрос с «Рюрика», представитель Кронштадта
- Александр Липов — Селезнёв

## Критика
…в экранизации В. Исакова «Севастополь» поиск выразительных средств был как раз ориентирован на идейно содержательную близость к повести Александра Малышкина. Фильм был безусловно явлением примечательным, хотя момент выхода на экран он почти не получил отклика в критике.

Фильм принес на экран главную тему повести тему единиц и множества, не уклонившись и от сложности реальных взаимоотношений свойственных событиям и времени, описанным у А. Малышкина. Ощущаемая героями повести разорванность времени, состояние всеобщей сумятицы и неприкаянности расшатанности устоев нашли в фильме специфически кинематографическое решение. Рваный ритм, хаотически сменяющие друг друга персонажи и голоса передают характерную для первых месяцев революции атмосферу пульсирующего брожения, которую постепенно и непреклонно преодолевала, вливала в единое русло воля партии большевиков.— Пути взаимодействия литературы и кино: на материале советских фильмов 50-60-х годов: учебное пособие / Стелла Давидовна Гуревич, ЛГИТМиК. — Ленинград, 1980. — 105 с. — стр. 28